# Bujanovac
Bujanovac (em cirílico: Бујановац) é uma vila da Sérvia localizada no município de Bujanovac, pertencente ao distrito de Pčinja, na região de Binačko Pomoravlje. A sua população era de 12011 habitantes segundo o censo de 2002.

## Demografia
| 1948 | 1953 | 1961 | 1971 | 1981  | 1991  | 2002  |
| ---- | ---- | ---- | ---- | ----- | ----- | ----- |
| 3177 | 3681 | 4603 | 7524 | 11789 | 17050 | 12011 |